# Jean-Baptiste Belloc
Pour les articles homonymes, voir Belloc (homonymie).
Jean-Baptiste Jacques Gabriel Belloc, né le 30 avril 1863 à Pamiers (Ariège) et mort le 23 janvier 1919 à Paris, est un sculpteur français.

## Biographie
Après des études de dessin à Pamiers, sa ville natale, Jean-Baptiste Belloc obtient une bourse de la commune et du département pour suivre l’enseignement de l’École des beaux-arts de Paris où il est admis en 1882 dans les ateliers d'Antonin Mercié et d'Émile Thomas.
Il débute au Salon des artistes français de 1889, il obtient, en 1890, le second grand prix de Rome pour son œuvre L’Âge d’or en tant qu'élève de Mercié.
À partir de 1897, il effectue plusieurs séjours en Afrique du Nord où il réalise de nombreuses sculptures en Tunisie et en Algérie.
À la même époque, il travaille sur des statuettes de petit format éditées en bronze par Ferdinand Barbedienne.  Certaines statuettes sont éditées par la fonderie Susse.
Le 10 février 1903, il épouse Antoinette Petit, professeur de piano et compositrice.
Il meurt à Paris en 1919 et est enterré dans le caveau familial du cimetière Saint-Jacques de Perpignan. Lors de ses funérailles, un hommage public est organisé par la ville de Perpignan et la Société des amis du musée de la ville[réf. souhaitée].
Sa veuve a fait don de plusieurs œuvres de son mari au musée Hyacinthe-Rigaud de Perpignan.

## Œuvres dans les collections publiques
en Algérie
- Skikda : Monument au 3e régiment de zouaves, 1911[3],[4].

En France
- Nîmes : Monument à Henri Revoil, 1906, envoyé à la fonte sous le régime de Vichy, dans le cadre de la mobilisation des métaux non ferreux[5].
- Paris :
  - cimetière du Montparnasse (9e division) : Frédéric Rieder[6], bronze, portrait en médaillon ornant sa sépulture[7],[8].
  - jardin tropical : Monument à la gloire de l'expansion coloniale française, 1913, pierre, vestiges du monument.
- Perpignan :
  - boulevard Jean Bourrat : Monument aux morts de 1870-1871, 1895. Le Comité du Monument aux morts de 1870-1871 fit appel à Jean-Baptiste Belloc pour la statue sommitale en bronze La Victoire ailée de la colonne du monument commémoratif qui, à l’origine, avait été placé au fond de la promenade des Platanes. Le catalan Joseph Ferréol Carbasse en fut l'architecte. L’œuvre fut déplacée en haut du boulevard Jean Bourrat avant la construction du palais des congrès en 1963[9].
  - place de Catalogne : Monument à Lazare Escarguel, 1898, fondu sous le régime de Vichy, dans le cadre de la mobilisation des métaux non ferreux[10].
  - square Bir-Hakeim : Le Printemps et Bacchus, 1905[11].
  - square des Platanes : Temps futurs, 1897, bronze, fondu sous le régime de Vichy, dans le cadre de la mobilisation des métaux non ferreux. Le modèle en plâtre a été exposé au Salon de 1895[12].
- Saillagouse : Monument à Alexandre Oliva, 1902, bronze. Le buste du sculpteur est élevé sur un obélisque en marbre blanc d’Italie reposant sur un socle en marbre rose des Pyrénées[13].
- Saint-Philbert-de-Grand-Lieu : Monument au général Lamoricière, 1909, bronze. Le 3 février 1903, le conseil municipal de Constantine décide d'élever un monument à la gloire du général de Lamoricière, rendant ainsi hommage à l'une des figures les plus marquantes de la conquête de l'Algérie. Le comité obtient par souscription la somme de 65 000 francs et confie au sculpteur Jean-Baptiste Belloc la conception du monument (cinq mètres de haut. trois mètres de base, une masse de six tonnes). Il est fondu par la fonderie Derenne[14] et achevé en France en 1908. Le monument est inauguré le 25 avril 1909 sur la place Lamoricière. Il est rapatrié en France en 1962 puis réérigéé à Saint-Philbert-de-Grand-Lieu en 1969[15].
- Localisation inconnue : Buste du général Orphis Léon Lallemand, 1891[16],[17].

En Tunisie
- Bizerte : Monument à Massicault, 1908, ancien résident général de France en Tunisie. Groupe en marbre et buste en bronze[18].
- Tunis, théâtre municipal, façade : Apollon entouré des muses de la Poésie et du Drame, 1902, bas-relief[19].

Œuvres de Jean-Baptiste Belloc
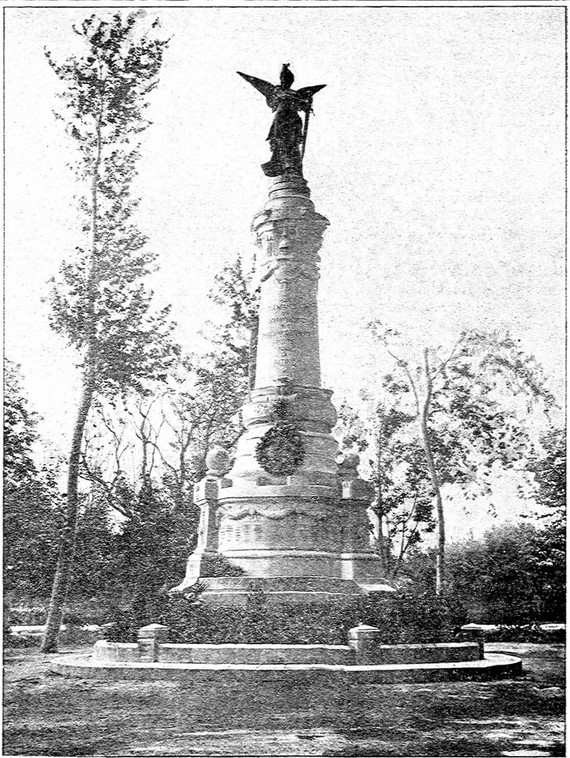
Monument aux morts de 1870-1871 (1895), Perpignan, promenade des Platanes.
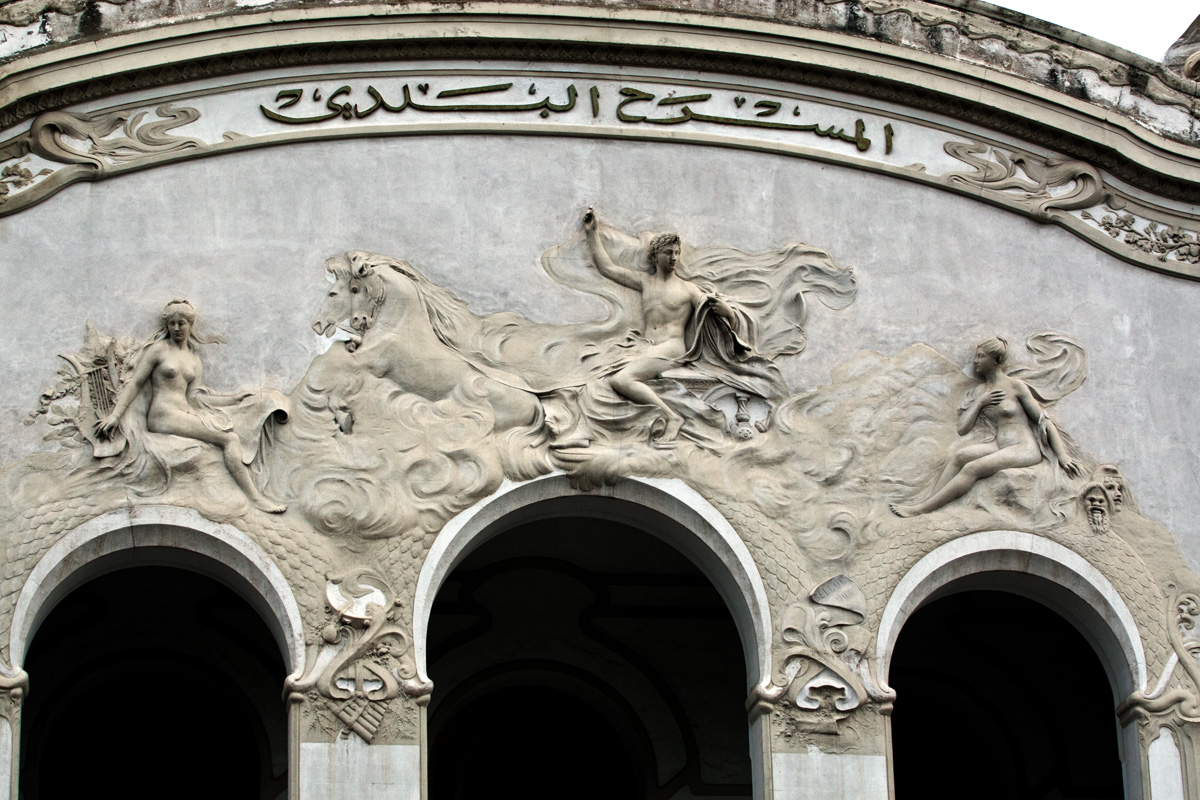
Apollon entouré des muses de la Poésie et du Drame (1902), bas-relief, façade du théâtre municipal de Tunis.
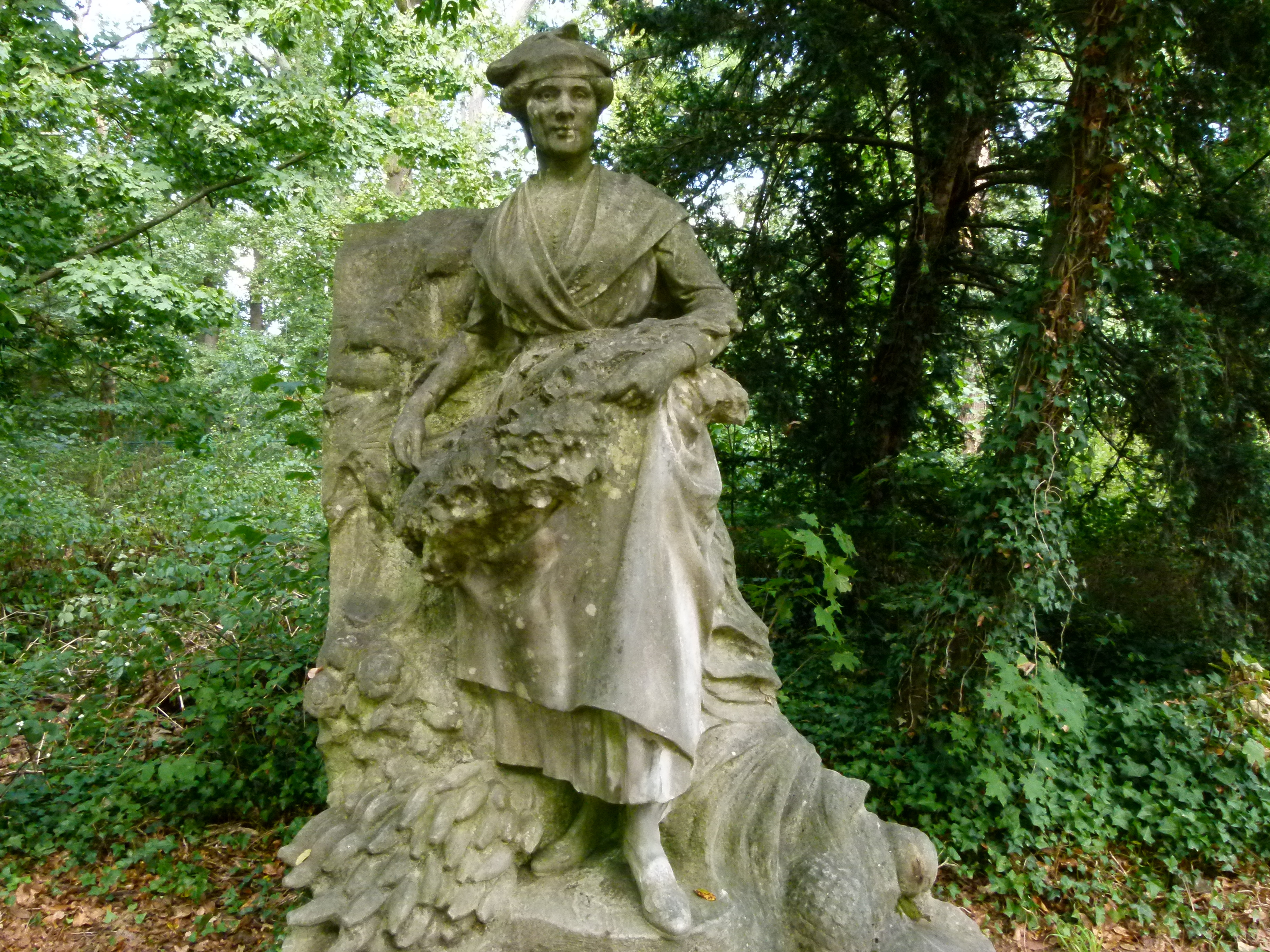
Les Antilles, figure du Monument à la gloire de l'expansion coloniale française (1913), Paris, jardin tropical.

## Éditions en bronze
- Fonderie Susse : Temps futurs, ou Je changerai l'épée en un soc de charrue, réductions en bronze de 30, 68 et 98 cm d'après le modèle de 1897.
- Fonderie Barbedienne :
  - Bédouine au chevreau ;
  - Danseuse ;
  - Guerrier mongol ;
  - Cavalier marocain.

## Salons
- 1897 : Marceline Desbordes-Valmore, buste en argent et ivoire[20].
- 1899 : Buste d'Ali III Bey, bey de Tunis de 1882 à 1902.